# San, Idlib
San, Idlib (tiếng Ả Rập: سان) là một ngôi làng Syria nằm ở Saraqib Nahiyah ở huyện Idlib, Idlib. Theo Cục Thống kê Trung ương Syria (CBS), San, Idlib có dân số 199 người trong cuộc điều tra dân số năm 2004.